# Grégoire-Pierre XV Agagianian
Grigor Aghatchanian (en arménien Գրիգոր Աղաճանեան), plus connu sous le nom de Grégoire Agagianian selon la traduction en français de son prénom et la translittération en italien de la prononciation en arménien occidental de son nom de famille, né le 18 septembre 1895 et mort le 16 mai 1971 au Liban, est un cardinal de l'Église catholique, patriarche arménien de Cilicie.

## Biographie
Il est né à Akhaltsikhe dans l'Empire de Russie (aujourd'hui en Géorgie). Il est ordonné prêtre à Rome en 1917. 
Il est ordonné évêque en 1935 avec le titre d'évêque titulaire de Comana Armeniae (de) et est nommé nonce apostolique au Liban (en). Il est consacré le 21 juillet de la même année par Sergio Der Abrahamian (it) avec comme co-consécrateurs Bartolomeo Cattaneo et Pietro Pisani (de).
Le 30 novembre 1937 il est élu catholicos-patriarche de Cilicie, c'est-à-dire chef de l'Église catholique arménienne, dont le siège est à Bzoummar au Liban. Il prend, comme tous ses prédécesseurs, le second prénom de Petros (Pierre) et devient le patriarche Grégoire-Pierre XV (Գրիգոր Պետրոս ԺԵ. Grigor Petros XV, ou Krikor Bedros XV selon la prononciation de l'arménien occidental).
Il est créé cardinal par le pape Pie XII en 1946 avec le titre de cardinal-prêtre de Saint-Barthélémy-en-l’Île (à l'époque, le rang de cardinal-patriarche n'existait pas encore.). 
Au conclave de 1958, le cardinal Agagianian est considéré comme un des favoris pour être élu pape. Il est ainsi le premier papable, et à ce jour le seul, issu d'une Église catholique orientale. 
Le pape Jean XXIII le nomme président de la Commission préparatoire pour statuer sur le but des missions étrangères du Saint-Siège au Concile Vatican II. Il est nommé pro-préfet de la congrégation pour la propagation de la foi en 1958 puis préfet de cette même congrégation en 1960. 
Il démissionne de son titre de patriarche le 25 août 1962 et de son poste de préfet le 19 octobre 1970, trois jours avant d'être élevé au rang de cardinal-évêque d'Albano. Ignace Pierre XVI Batanian lui succède.
Il meurt quelques mois plus tard, le 16 mai 1971. Le 12 septembre 2024, sa dépouille est transférée de l'église arménienne Saint-Nicolas de Tolentino de Rome, par voie aérienne à Beyrouth afin d'être inhumé dans la Cathédrale Saint-Élie-et-Saint-Grégoire-l'Illuminateur.

## Succession apostolique
Grégoire-Pierre XV Agagianian a ordonné les évêques suivants :
- Évêque Guregh Hovhannes Zohrabian, O.F.M.Cap. (1940)
- Archevêque Nersès Tayroyan (de) (1940)
- Évêque Hovhannes Baptist Apcar (de) (1954)
- Évêque Joseph Gennangi (de) (1954)
- Évêque Raphaël Bayan (de), I.C.P.B. (1959)
- Évêque Cesar Gerardo Maria Vielmo Guerra, O.S.M. (1960)
- Archevêque Theotonius Amal Ganguly (en), C.S.C. (1960)
- Archevêque Seraphin Uluhogian (de), C.A.M. (1960)
- Évêque Garabed Amadouni (de) (1960)
- Archevêque Peter Han Kong-ryel (de) (1961)
- Évêque Albert Hermelink Gentiaras (en), S.C.I. (1961)
- Cardinal Giuseppe Caprio (1961)
- Archevêque Jean Zoa (1961)
- Évêque Leonello Berti, O.M.I. (1962)
- Évêque Thomas Kuba Thowa (de) (1962)
- Évêque Eugène Abissa Kwaku (de) (1963)
- Archevêque Savino Bernardo Maria Cazzaro Bertollo (it), O.S.M. (1964)
- Évêque Georges Benoit Gassongo (1965)
- Évêque Chrétien Matawo Bakpessi (de) (1965)
- Archevêque Johannes Tcholakian (de) (1967)
- Évêque Petrus Malachias van Diepen (id), O.S.A. (1967)
- Évêque Joseph Byeong Hwa Chang (1968)

## Distinction
- Chevalier grand-croix de l'ordre du Mérite de la République italienne‎